# Dryocalamus tristrigatus
Dryocalamus tristrigatus är en ormart som beskrevs av Günther 1858. Dryocalamus tristrigatus ingår i släktet Dryocalamus och familjen snokar. IUCN kategoriserar arten globalt som livskraftig. Inga underarter finns listade i Catalogue of Life.
Arten förekommer på Borneo, på Palawan (Filippinerna) och på några mindre öar i regionen. Den vistas i låglandet och i kulliga områden upp till 700 meter över havet. Habitatet utgörs av fuktiga skogar med buskar som undervegetation.